# Jazovka
Masovna grobnica Jazovka je jama koja se nalazi u šumi pokraj naselja Sošice na Žumberku i zaštićeno je kulturno dobro. Poznata je kao mjesto masovnog ubojstva Hrvata tijekom i nakon završetka Drugoga svjetskog rata od ruku jugoslavenskih partizana.
Sastoji se od ulaznog dijela nalik zdencu duboka oko 34 m, na čijemu se dnu nalazi izduženi kosi dio dugačak oko 15 m.
2020. godine iz jame su ekshumirani ostatci 814 žrtava koje su ondje ubili partizani nakon zauzimanja Krašića u siječnju 1943. godine te potom vojnici Jugoslavenske armije u svibnju i lipnju 1945. godine.

## Partizanski zločini 1945.
Žrtve su bile uglavnom ranjenici, medicinsko osoblje i časne sestre koje su pripadnici Jugoslavenske narodne armije prisilno odveli iz zagrebačkih bolnica 1945. godine.
Povjesničarka Blanka Matković izvješćuje 2011. god. o 447 žrtava čiji su podatci pobrojani prigodom speleološkog pregleda jame 1999. godine, koje je predvodio patolog prof. dr. Žarko Danilović.
Protiv zločinaca još nije počeo sudski postupak, makar su imena nekih počinitelja javno obznanjena.
Za tri časne sestre, Liphardu Horvat, Konstantinu Mesar i Geraldu Jakob, inače njegovateljice u Psihijatrijskoj bolnici Vrapče, koje su bačene u jamu pokrenut je postupak proglašenja blaženima u Katoličkoj Crkvi.

## Zaštita
Jama se nalazi unutar Parka prirode Žumberak – Samoborsko gorje. Pod oznakom Z-6886 zavedena je kao nepokretno kulturno dobro - pojedinačno, pravna statusa zaštićena kulturnog dobra, klasificirano kao "sakralna graditeljska baština".

## Ekshumacija žrtava 2020. godine
Ministarstvo hrvatskih branitelja je u srpnju 2020. godine provelo ekshumaciju žrtava iz jame Jazovka te je utvrđeno da je ondje bilo najmanje 814 kostura. Planirana je daljnja antropološka obrada posmrtnih ostataka na Zavodu za sudsku medicinu i kriminalistiku Zagreb.
Od ponedjeljka 13. do petka 17. srpnja 2020. godine Ministarstvo hrvatskih branitelja provelo je speleološko istraživanje i ekshumaciju posmrtnih ostataka iz jame Jazovka te probna iskapanja s ciljem utočnjavanja druge jame Jazovka.
Ekshumacija posmrtnih ostataka iz Jazovke provedena je temeljem Zakona o istraživanju, uređenju i održavanju vojnih groblja, groblja žrtava Drugog svjetskog rata i poslijeratnog razdoblja i sudskog naloga koji je izdao Županijski sud u Zagrebu. Prvi put od otkrića postojanja jame Jazovka, sustavno se i pristupilo ekshumaciji posmrtnih ostatka žrtava.
Iz jame Jazovka izvađeni su posmrtni ostatci najmanje 814 osoba te se odmah po završetku ekshumacije pristupilo utvrđivanju minimalnog broja žrtava (MNI) temeljem brojanja bedrenih kostiju. Nakon provedene ekshumacije, jama je još jednom detaljno pregledana kako bi se utvrdilo da su svi posmrtni ostaci izvađeni. Dno jame dokumentirali su djelatnici Ministarstva hrvatskih branitelja i Ministarstva unutarnjih poslova.
Prema prikupljenim saznanjima nadležnih međuresornih službi radi se o žrtvama Drugog svjetskog rata i poslijeratnog razdoblja. Prema iskazima svjedoka, žrtve su u jamu bacane u više navrata, nakon bitke za Krašić 1943. godine te nakon završetka rata 1945. godine.
Tijekom terenskih istraživanja savjetodavnu potporu Ministarstvu hrvatskih branitelja na terenu dao je speleolog Mladen Kuka, koji je 1989. godine otkrio jamu Jazovku te kroz godine prikupljao saznanja o grobištu.
Posmrtni ostatci prevezeni su na Zavod za sudsku medicinu i kriminalistiku Zagreb gdje se provela njihova antropološka obrada.

### Jazovka 2
Temeljem prikupljenih saznanja nadležnih međuresornih službi provedena su probna iskapanja s ciljem utočnjavanja moguće druge lokacije Jazovke. S obzirom na prikupljena saznanja i iskaze ljudi o zabetoniranom otvoru moguće druge jame pristupilo se pregledu terena na četiri mikrolokacije u neposrednoj blizini Jazovke probnim iskapanjima, međutim nalazom nisu potvrđena saznanja.

### Ukop
U Župi sv. Marije Magdalene na Oštrcu 28. svibnja 2024. blagoslovljeno je gradilište grobnice za ukop zemnih ostataka žrtava bačenih u Jazovku.